# Kukavica (videokaseta)
Založbena hiša Lucky sound je v letu 1993 objavila tretjo videokaseto srbske pevke narodno-zabavne glasbe, Svetlane Ražnatović - Cece.
Na videokaseti se nahajajo videospoti z albuma Šta je to u tvojim venama ter del posnetka z beograjskega koncerta na štadionu Tašmajdan (september 1993).

## Seznam videospotov
| Št.             | Naslov                                           | Besedilo        | Glasba          | Dolžina |
| --------------- | ------------------------------------------------ | --------------- | --------------- | ------- |
| 1.              | „Žal za mlados'‟                                 | Tradicional     | Tradicional     | 01:20   |
| 2.              | „Insert iz filma "Nečista krv"‟                  | Tradicional     | Tradicional     | 01:05   |
| 3.              | „Kukavica‟                                       | M. Tucaković    | A. Radulović    | 03:50   |
| 4.              | „Šta je to u tvojim venama‟                      | M. Tucaković    | A. Radulović    | 03:20   |
| 5.              | „Zaboravi‟                                       | S. Veličković   | S. Veličković   | 04:17   |
| 6.              | „Ustani, budi se‟                                | M. Tucaković    | A. Radulović    | 03:05   |
| 7.              | „Oprosti mi suze‟                                | M. Tucaković    | A. Radulović    | 03:25   |
| 8.              | „To, Miki to (snimak sa koncerta)‟               | M. A. Kemiš     | D. Ivanković    | 04:35   |
| 9.              | „Babaroga (snimak sa koncerta)‟                  | D. Ivanković    | D. Ivanković    | 04:40   |
| 10.             | „Lepotan (snimak sa koncerta)‟                   | O. Makić        | D. Ivanković    | 03:55   |
| 11.             | „Zaboravi disco mix (snimak sa koncerta)‟        | S. Veličković   | S. Veličković   | 04:20   |
| 12.             | „Šta je to u tvojim venama (snimak sa koncerta)‟ | M. Tucaković    | A. Radulović    | 03:20   |
| 13.             | „Kukavica (snimak sa koncerta)‟                  | M. Tucaković    | A. Radulović    | 03:50   |
| Skupna dolžina: | Skupna dolžina:                                  | Skupna dolžina: | Skupna dolžina: | 57:00   |

## Zgodovina objave videokasete
| Država      | Datum | Založba           | Oblika            |
| ----------- | ----- | ----------------- | ----------------- |
| Jugoslavija | 1993  | Lucky sound, Zmex | VHS - PAL - COLOR |

## Ostale informacije
- Glasbeni urednik: Bane Stojanović
- Producent: Aleksandar Kostić
- Oblikovanje: Gordan Škondrić
- Glavni urednik: Veljko Vladović
- Print: Astro design
- Zap. štev. videokasete: Zmex9311002

SOKOJ/SUMAJ